# Benjamin Tahirović
Benjamin Tahirović (Spånga, 3 de marzo de 2003) es un futbolista sueco, nacionalizado bosnio, que juega en la demarcación de centrocampista para el Brøndby IF de la Superliga de Dinamarca.

## Selección nacional
Tras jugar en las categorías inferiores de la selección, finalmente hizo su debut con la selección de fútbol de Bosnia y Herzegovina en un partido de clasificación para la Eurocopa 2024 contra Islandia que finalizó con un resultado de 3-0 tras los goles de Amar Dedić y un doblete de Rade Krunić.

## Estadísticas

### Clubes
Actualizado al último partido disputado el 27 de octubre de 2024.
| Club                             | Div.          | Temporada     | Liga  | Liga  | Copas nacionales | Copas nacionales | Copas internacionales | Copas internacionales | Total | Total |
| Club                             | Div.          | Temporada     | Part. | Goles | Part.            | Goles            | Part.                 | Goles                 | Part. | Goles |
| -------------------------------- | ------------- | ------------- | ----- | ----- | ---------------- | ---------------- | --------------------- | --------------------- | ----- | ----- |
| Vasalunds IF · Suecia            | 3.ª           | 2020          | 27    | 0     | 1                | 0                | ―                     | ―                     | 28    | 0     |
| Vasalunds IF · Suecia            | Total club    | Total club    | 27    | 0     | 1                | 0                | 0                     | 0                     | 28    | 0     |
| A. S. Roma · Italia              | 1.ª           | 2022-23       | 11    | 0     | 2                | 0                | 0                     | 0                     | 13    | 0     |
| A. S. Roma · Italia              | Total club    | Total club    | 11    | 0     | 2                | 0                | 0                     | 0                     | 13    | 0     |
| Ajax de Ámsterdam · Países Bajos | 1.ª           | 2023-24       | 26    | 2     | 1                | 0                | 10                    | 0                     | 37    | 2     |
| Ajax de Ámsterdam · Países Bajos | 1.ª           | 2024-25       | 1     | 0     | 0                | 0                | 1                     | 0                     | 2     | 0     |
| Ajax de Ámsterdam · Países Bajos | Total club    | Total club    | 27    | 2     | 1                | 0                | 11                    | 0                     | 39    | 2     |
| Jong Ajax · Países Bajos         | 2.ª           | 2024-25       | 1     | 0     | —                | —                | —                     | —                     | 1     | 0     |
| Jong Ajax · Países Bajos         | Total club    | Total club    | 1     | 0     | 0                | 0                | 0                     | 0                     | 1     | 0     |
| Total carrera                    | Total carrera | Total carrera | 66    | 2     | 4                | 0                | 11                    | 0                     | 81    | 2     |